# Romanos 13
Romanos 13 é o décimo-terceiro capítulo da Epístola aos Romanos, de autoria do Apóstolo Paulo, no Novo Testamento da Bíblia.

## Manuscritos
- O texto original é escrito em grego Koiné.
- Alguns dos manuscritos que contém este capítulo ou trechos dele são:
  - Codex Vaticanus
  - Codex Sinaiticus
  - Codex Alexandrinus
  - Codex Ephraemi Rescriptus
  - Codex Carolinus
- Este capítulo é dividido em 14 versículos.

## Estrutura
A Tradução Brasileira da Bíblia organiza este capítulo da seguinte maneira:
- Romanos 13:1-7 - Da obediência às autoridades
- Romanos 13:8-10 - O amor é o cumprimento da lei
- Romanos 13:11-14 - O dia está próximo